# 克拉辛斯基角
69°50′S 8°30′E / 69.833°S 8.500°E
克拉辛斯基角（英語：Cape Krasinskiy）是南極洲的海岬，位於毛德皇后地沿岸，該海岬根據挪威探險隊拍攝的空中照片被繪入地圖，該海岬現時由南極條約體系管理。